# ここがヘンだよ日本人
『ここがヘンだよ日本人』（ここがヘンだよにほんじん）は、1998年10月21日から2002年3月14日までTBS系列で放送された討論バラエティ番組。
この番組の前身は1997年10月にスペシャル番組として放送された『たけしの外国人100人バトル〜ここがヘンだよ日本人〜』と、1998年4月に同じくスペシャル番組として放送された『地球の皆さん大集合‼️ たけし×世界バトルII かなりヘンだよ日本人』という番組で、視聴率が好評だったことを受けてレギュラー化したのが本番組である。開始当初から2001年3月21日までは毎週水曜 22:00 - 22:54 (JST) の放送だったが、2001年4月から水曜の同枠が連続ドラマ枠に変更されたことから、4月12日放送分以降は木曜の同時刻に放送された。
通称、および公式の略称は『ここヘン』。

## 概要
多数（主に100人）の日本に住む外国人出演者が日本で生活する中で感じた様々な問題に対して、日本人パネリストと討論をかわしていく。
また、実際は外国人出演者の大半が稲川素子事務所に所属する外国人タレントであったことが明らかになっているが、紹介時のテロップでは自営業、会社員、学生（主に大学院生）、エンジニア、英会話講師などと表示されていた。

### 特別企画
定期的に特番として『ここがヘンだよ外国人』と題し、こちらは日本から見た海外の変な所を指摘していくテーマが中心となり『ここがヘンだよアメリカ人』（銃乱射事件に関連し放送）『ここがヘンだよ中国人』『ここがヘンだよアフリカ人』『ここがヘンだよ関西人』といった特定の論客と議論する企画の他、番組で問題発言を繰り返すテリー伊藤を糾弾する『ここがヘンだよテリー伊藤』、ワイドショーで話題の著名人を毒舌で切るデヴィ夫人をスペシャルゲストとして呼んで『ここがヘンだよ宇宙人 デヴィ夫人スペシャル』と称して生放送で外国人たちと議論する派生企画や、番組にレギュラー出演する外国人出演者の日常に密着取材を行うコーナーもあった。
これ以外には、ゾマホンがベナンにてたけし小学校を建設・開校するまでの長期ドキュメンタリー企画も行われた。

### 番組の変遷
番組開始当初は各出演者の個性強烈なキャラクターと過激な討論で一世を風靡したが、番組の長期継続化によって後期には『ここがヘンだよ憲法9条』『ここがヘンだよ日韓関係』『日の丸・君が代問題』『小泉内閣（2001年当時）についての議論』といった話題に対する討論が増えていった。
他にはいじめ、虐待といった現在でも社会問題になっているテーマについても議論されていた。特にいじめ問題は番組では頻繁に議論が行われ、当初は外国人から見た日本のいじめについての議論が中心だったが、いじめが原因で不登校になった人がスタジオで自身が体験したいじめの内容やいじめに対する考え方を語るほどにまで発展。これをきっかけに、いじめを受けたことのある人達が現役教師・文部省(放送当時)の寺脇研・さらには人をいじめた経験のある人達とスタジオで議論を交わした一連のシリーズを「イジメと戦う」と題して、長期にわたり行われた。
さらに元々は基本的に特番のみ行われていた『日本人50人vs外国人50人』も後期では頻繁に見られた。また、2000年4月からはスタジオのセットがリニューアルされ、以降最後まで使用された。

### 番組の問題点
この番組は外国人が感じた日本への疑問に対して意見を交わすというわかりやすい内容から人気番組となった反面、番組に対する苦情（後述）が多く寄せられていた。
また、この番組はプライムタイムの番組であったにもかかわらず同性愛問題、AVといった性的な話題についても討論したことがある。特に後者では小室友里、本城小百合、バクシーシ山下、清水大敬といった著名なAV関係者が勢ぞろいして出演し、自説を述べたこともある。
番組に寄せられた主な苦情
- 日本（人）の不安を煽る様な番組タイトル。
- 相手の主張を最後まで聞かずに主観的な意見を一方的に押し付ける、一度に数人で口論し合う、野次を飛ばしたり割り込んで意見を妨害するなどの行為。
- 出演者のパワハラじみた高圧的な態度と、品のない言葉遣い。
- 「気持ち悪い」「バカ」などの本来なら侮辱罪、誹謗中傷、名誉毀損にあたる言葉や、「殺す」「殴る」などの脅迫罪にあたる発言。
- 時折発生した喧嘩・乱闘などの過激な行為。これについては、いわゆるヤラセや過剰演出ではないかとして批判された（当時はTBSに限らず民放各局のバラエティー番組でも散見されていた）。

これらの影響からか『子供とメディアに関する意識調査』（日本PTA全国協議会主催）の『親が子供に見せたくない番組』では、2000年に行われたランキングにてワースト10にランクインした事があり、会社のイメージを大切にする花王（水曜22時台時代の筆頭スポンサー）などのスポンサーはCMを流していたものの提供表示を自粛していた（花王は同じ阿部龍二郎が制作に関わっていた『うたばん』『中居正広の金曜日のスマイルたちへ』も提供表示を自粛していた）。

### 番組に関連したエピソード
- 1999年3月24日放送分にて、上岡龍太郎が「和歌山や奈良の人間が大阪でひったくりをしている」といった趣旨の発言をし、この回のオンエア終了後に苦情が殺到した[3]。この発言が事実と異なる趣旨のテロップも流されたものの、後日TBS関係者が県庁に出向き謝罪する形となった[4]。
- 2000年6月放送の「ここがヘンだよ関西人」で、オーディションに合格した関西の芸能事務所所属の俳優数人が素人の関西人という設定で出演し、過剰なまでにステレオタイプの関西人を演じた点について問題視された事がある[5][6]。
- 2012年6月16日、指定暴力団稲川会系幹部の男性Kが神奈川県横須賀市の商店街空き地にネイルサロンを出店すると偽って、空き店舗対策の奨励金30万円を騙し取って暴力団事務所を開いたとする詐欺容疑で逮捕された。Kは2000年に番組で「少年犯罪」をテーマに討論した際、暴走族の一人として出演していた[要出典]。
- 2001年2月28日放送分で北海道情報大学講師（当時）有道出人ら数人がゲスト出演し、小樽市の公衆浴場で行われていた「外国人お断りの温泉」について「（決まりは）見た目だけで差別されている」といった議論が行われた。外国人からは差別に同情する意見もあったが「外国人禁止は北海道だけ」「経営者の身になって考えたのか」との意見が飛び出し、放送当時小樽市や浴場と係争中だったことから「最終的にはお金目当てか」と言われる始末であった。番組では外国人出演者が小樽市の浴場や役所を取材した旨の内容が放送された。なお、裁判は放送終了後の2005年に有道ら原告は浴場には勝訴したが、小樽市には敗訴という内容で結審した[7]。

## 出演者
日本人出演者
司会
- ビートたけし

基本的には討論の場を和ませようと合間に珍妙な発言をする事が多いが、討論の終わり際には発言者ほぼ全員の意見をまとめながら締める。また、『世界まる見え!テレビ特捜部』と同様に様々なものをモチーフにした衣装を身に纏っていた。
アシスタント
- 江口ともみ
- 浅草キッド（水道橋博士・玉袋筋太郎）

「日本の芸人は世界に通用するのかコンテスト」にて、ビートたけしのアシスタントを務めていた。また、2000年末に『SAMBA・TV』内で放送された「ここがヘンだよ宇宙人 デヴィ夫人スペシャル」では司会代行も務めた。（この放送では水道橋はたけし、玉袋はKONISHIKIを模した格好をしていた）
レギュラーパネリスト
- そのまんま東

2000年からレギュラー出演。
- テリー伊藤

特番時代から出演。
- RIKACO

その他の出演者
- 田丸美寿々（フリーアナウンサー、ニュースキャスター）
- 永作博美（女優）

1998年4月放送のスペシャル番組のみ出演。
- 渡辺えり子（女優、タレント、演出家）

1998年4月放送のスペシャル番組に出演。
- 西川史子（女医、タレント）

2000年11月8日と15日に放送された「ここがヘンだよ日本の病院」に出演。
- 織田無道（住職、タレント）
- 鴻上尚史（劇作家）
- 江川達也（漫画家、タレント）

「イジメと戦う」シリーズと、性問題を扱ったテーマの際に常連パネリストとして出演。
- 福島瑞穂（弁護士、政治家）
- 増田明美（元マラソン選手、スポーツ解説者）
- 加藤和彦（ミュージシャン）
- 大槻ケンヂ（タレント、筋肉少女帯ボーカリスト、作家）
- 大竹まこと（タレント）
- 舛添要一（国際政治学者、政治家、元東京都知事（2014年 - 2016年））
- 大仁田厚（元プロレスラー）
- アントニオ猪木（元プロレスラー、実業家、政治家）

2001年9月13日に放送された「ここがナゾだよアントニオ猪木」に出演。
- 猪瀬直樹（作家、元東京都知事（2012年 - 2013年））
- 山田五郎（コラムニスト、タレント）
- 井沢元彦（作家、歴史研究家）
- 江守徹（俳優、演出家）
- 森公美子（タレント、オペラ歌手、声優）
- 上岡龍太郎（元漫才師、元司会者）
- 吉永みち子（ノンフィクション作家）
- 嵐山光三郎（作家、エッセイスト）
- ZEEBRA（ミュージシャン、KGDR）

2001年1月31日に放送された「日本の新成人」に出演。
- 宇治田みのる（DJ、ラジオパーソナリティー）

1999年11月24日に放送された「ここがヘンだよ日本のファッション」に出演。
- ホーキング青山（お笑いタレント、漫談家）
- 吉村作治（タレント、考古学者、早稲田大学名誉教授）

2000年3月29日に放送された「ここがヘンだよアフリカ人」に出演。
- 伊集院光（タレント、ラジオパーソナリティー）
- 大沢啓二（元プロ野球選手・監督、野球解説者）
- 梨元勝（芸能リポーター）
- みといせい子（芸能リポーター）

梨元、みといの上記2名は2002年3月7日に放送された「ここがヘンだよ日本のテレビ」に出演。
帰化日本人
- ラモス瑠偉

1999年から2000年までレギュラー出演。
- KONISHIKI

番組開始当初から2000年までレギュラー出演。
外国人出演者
- ベナン:ゾマホン・ルフィン
- ガーナ:サムエル・ポップ・エニング、クレメント・アダムソン、ウチダ・ヨウコ
- マリ:ママドゥ・ドゥンビア、デュクル・ジャック
- ナイジェリア:ユーユー・イドゥボ、ケネディ・フィンタン
- セネガル:マンスール・ジャーニュ
- コンゴ共和国:サンバ・セベリン
- コンゴ民主共和国:ムポイ・ムポイ・カント、ジュゼ・ズンズ・ラミー
- パキスタン:アリ・アーメッド、アハマド・ナズィル、スズキ・カマール他多数
- バングラデシュ:アベディン・モハメッド、モハメッド・リポン、ムジャヘッド・シャハンギール他多数
- イラン:カーフィザデー・アラシ、ホセイン・ファッタヒ、ポールアハマディ・リアーズ、カムラン・ゾモロディ他多数
- イギリス:ピーター・バラカン（※ゲスト陣扱い）、マリア・テレサ・ガウ、アリスン・デバイン他多数
- インド:サニー・フランシス、アールビンダー・シン、モハメド・アクタ・ドン
- ブラジル:ジョニー石橋、シモネ、アンジェロ・イシ、ジルベルト・ペレイラ
- 韓国:リュウ・ヒジュン、キム・ムギ、イ・オンキョン、チェ・ヒョン他多数
- アメリカ:ケビン・クローン、デーブ・スペクター（※ゲスト陣扱い）、マーティ・キーナート（※ゲスト陣扱い）、ジャニカ・サウスウィック、エドワード・サウスウィック（※ジャニカの父）、ジャスティン・パターソン、ダニエル・カステラーノ、カレン・ヘントン、デビッド・ニール、ティム・ジャクソン他多数
- オーストラリア:ミッシェル・ガゼピス、マイケル・ブライマー
- フィリピン:アルミンダ・ラモス、ジュリ・パスカル、ホセ・ラペニア他多数
- フランス:フランク・ギーユ、エリ・ベルグマン、ポマ・カリヌ他多数
- ドイツ:サンドラ・ヘーフェリン[注 6]、ノイマン・クリストフ、ゲッツ・ヘーヤマン、クラウディア・アコ・マーツ
- 中国:周来友、張景子、蘇毅（ソ・タケシ）、徐腕齢（ヨ・ワンレイ）、楊建雄（ヨウ・ケンユウ）、張明霞（チョウ・メイカ）、李冬（リ・ドン）他多数

その他の出演者については稲川素子事務所を参照。
日本の芸人は世界に通用するのかコンテスト出演者
- 海老一染之助・染太郎 - あまり得点は稼げなかったが、老人の一生懸命な姿に好感を覚えた女性がいた。
- 江戸家猫八 - 第1回目には3代目が、第2回目には4代目（当時は江戸家小猫）が出場。動物声帯模写は外国人から高い評価を受けた。
- 梅垣義明 - 第1回大会と第2回大会に出場。前者では鼻からピーナッツを飛ばすネタを披露。アメリカ人男性Jから「こういう芸人はサンフランシスコに行けばいくらでもいるが、アメリカでは絶対に売れない」と、ナイジェリア人男性Yから「面白いというか汚かった」と酷評された。後者では美空ひばりの「悲しい酒」を熱唱しながらオムツの中に酒を入れるネタを披露したが、オーストラリア人女性Mからは「こういう馬鹿馬鹿しい方が面白い」、韓国人女性Sからは「芸はそれほどでもなかったけど歌は上手いと思った」と評価されたがミャンマー人女性Hからは「もうちょっとマシな芸ないかな？私の国ならとっくに逮捕されてます」と酷評された。
- モリマン - 陰部を露出し賛否両論の事態になったが、島崎ほどの低評価を受けなかった。
- ゼンジー北京 - 中国人から「芸名の“北京”はどういう意味か」と聞かれ、「私は中国をとても尊敬している。いつか北京に行ってみたいと思い、この芸名にした」と答えた。
- 村﨑太郎・次郎 - 伝統芸である猿回しを披露。しかしこれに対し、アメリカ人男性Jが「これ（猿回し）を見てると、その猿が可哀想に見えて仕方がない」「これは動物虐待じゃないのか」と激怒した。この事態を機に後の放送分で、動物を用いた曲芸の在り方としてスタジオで再度激しい討論が行われた。
- 藤井隆 - 出演者の1人であったママドゥをネタに当時一世を風靡したギャグ「ホット！ホット！」を披露。これにママドゥの近くにいた外国人も合わせて踊っていたが、イラン人男性Sからは「芸なんかじゃない。ただのバカ踊り」、フィリピン人女性Aからは「全然面白くない」と酷評された。
- 鉄拳
- ブラック・ボックス - たけし軍団に現在でも在籍してるかつて赤P-MANとダイオウイカ夫が組んでたコンビ。当番組の前説も担当していたため、その繋がりで出演。番組では「ゾマホンが自動車学校の講師だったら」という設定のコントを行った。
- なかやまきんに君 - 筋肉ネタを披露。しかし、外国人からは「寒い」と一蹴され、挙句の果てにはどこからか、生卵を投げつけられた。
- チャンバラトリオ
- 坂田利夫 - 登場して早々に外国人から「アホ」呼ばわりされ、最初は本人も「アホと言うな！」と反論。最後はたけしに「（外国人の皆さん）引いてますよ」と言われていた。点数はかなり低く、バングラデシュ人男性Mからは「(放送当時の芸歴)35年？やめた方が良いよ」、クレメント・アダムソンからは「可愛いんですけど、下らない。違う職業に就いた方が良い」と酷評された。
- テント
- 汗かきジジイ - ネタを披露しようとした直後「あまりに下品なネタであるため放送できません」と中断のメッセージが挿入。終了後、スタジオが静まり返った様子が流れた。
- 海原はるか・かなた
- Mr.ボールド
- 島崎俊郎 - アダモステを披露したが、アフリカ出身の出演者から「我々黒人を侮辱しているのか」などの大ブーイングが起こった。酷評された点数を見て、「俺の芸はモリマンのあそこより酷いのか！」と叫んだ。
- エスパー伊東 - 番組では「高速梅干し30個60秒食い」と「バッグ入り」を披露。前者では外国人達から「帰れ！」コールの嵐を受け、サニー・フランシスからは「おっさん、梅干し勿体ないだけやないか。バチ当たるぞ、地獄行くぞ」と呆れられた。しかしその一方でゾマホンからは「彼の行動を見ていたら『人生は甘くない』というのを感じて応援したくなった」とコメントされた。
- 電撃ネットワーク - あまりに過激な芸風から外国人出演者から、「こういうことをしているのを見てお前らの家族はどう思う?」「こういうパフォーマンスを自分の国で披露したら殺されます」などの呆れの声が飛んだ。
- PaniCrew - 「世界に通用するが、アメリカの芸だ」と指摘された。

### ナレーター
- バッキー木場

## エンディングテーマ
- 久宝留理子「Happiness」（1999年1月 - 3月）
- BEAT KIDS「Destiny」（1999年4月 - 6月）
- ポルノグラフィティ「アポロ」（1999年7月 -9月）
- F.O.H「BE ALRIGHT」（1999年10月 - 12月）
- コタニキンヤ「高熱BLOOD」（2000年1月 - 3月）
- MAMADOU「BIRDS」（2000年4月 - 6月）
- CAO「光の風」（2000年7月 - 9月）
- HIKARI「パイルドライバー」（2000年10月 - 12月）
- ジョー山中「Moocha, Koocha」（2001年1月 - 3月）
- SCRIPT「Stripe Blue」（2001年4月 - 7月）
- 愛内里菜「Run up」（2001年7月 - 9月）
- NONA REEVES「I LOVE YOUR SOUL」（2001年10月 - 12月）

2002年からはエンディングテーマがなくなり、簡素なBGMが流れる形式となった。

## スタッフ
- 構成：恒川省三、田中直人、都築浩、小笠原英樹、あべ、シマダ秀樹、播田ナオミ、佐藤雄介
- ＴＤ：阿部智昭
- ＶＥ：吉永明久、飯泉亮【週替わり】
- ＣＡＭ：早川征典
- 照明：浅田和男、荒井徹夫【週替わり】
- 音声：尾崎宗弘
- ＰＡ：鈴木紀浩
- 音響効果：阿部宰、井田栄司
- 編集：日下石京子、新井隆水、渡辺康子、菅原正一　他【週替わり】
- ＭＡ：山下知康、小田嶋洋【週替わり】
- ＴＫ：鈴木明日香
- 美術プロデューサー：和田一郎
- 美術プロデューサー・美術制作：安田和郎
- 美術デザイン：西條実
- 装置：中尾政治
- 装飾：飯島義次
- 持ち道具：貞中照美
- 衣裳：軽石真央
- 特殊メカ：春日公一
- 電飾：近藤明博
- メカシステム：大谷圭一
- メイク：アートメイクトキ
- タイトル：薮内省吾、藤田二郎
- ＣＧ：大宮司徳盛
- 題字：下村哲也
- リサーチ：インスティテュート・ワープ
- 技術協力：東通、PEC、オムニバス・ジャパン、TDKビデオセンター、TAMCO
- 収録スタジオ：東京メディアシティ
- 企画協力：オフィス北野
- 制作協力：ファルコン
- 協力：稲川素子事務所
- ディレクター：吉橋隆雄、奥田弘明、神津行広、大木真太郎、古谷英一、むたゆうじ、織田智、水谷曜子、佐々木俊、藤村卓也【週替わり】
- ＡＰ：西沢雅文（ファルコン）、原田康弘
- 演出：小松伸一（K-ten）
- チーフディレクター：正木敦
- プロデューサー：田代誠、阿部龍二郎
- 制作：TBSエンタテインメント（2000年4月以降にこのクレジットを表示）
- 製作著作：TBS